# Walhain-Saint-Paul
Walhain-Saint-Paul est une section et un village de la commune belge de Walhain située en Région wallonne dans la province du Brabant wallon. La maison communale se trouve dans ce village.
Ce village est arrosé par le ruisseau du Hain (appelé Nil en aval) qui se jette dans l'Orne à Blanmont, affluent de la Dyle, bassin de l'Escaut.

## Démographie
- Sources:INS, Rem:1831 jusqu'en 1970=recensements, 1976= nombre d'habitants au 31 décembre

## Patrimoine et culture

### Patrimoine architectural et sites
- Les ruines du château de Walhain, classé.